# Нестериха (Бурятія)
Нестериха (рос. Нестериха) — село Баргузинського району, Бурятії Росії. Входить до складу Сільського поселення Баргузинське.
Населення — 269 осіб (2015 рік).